# Coppa Italia 1989-1990
La Coppa Italia 1989-1990 fu la 43ª edizione della manifestazione calcistica. Iniziò il 23 agosto 1989 e si concluse il 25 aprile 1990 con la vittoria della Juventus, all'ottavo trionfo.
Nella doppia finale i bianconeri hanno avuto la meglio sul Milan, pareggiando l'andata a Torino a reti bianche, e vincendo al ritorno a Milano col minimo scarto grazie a un gol di Roberto Galia.
Insolitamente, la classifica dei marcatori fu vinta da un difensore, il milanista Franco Baresi, con 4 reti tutte su calcio di rigore.

## Formula
Per questa edizione fu varata una nuova formula, pur conservando il numero di 48 partecipanti: le 38 società di A e B, le 4 squadre retrocesse dalla B alla C1, le formazioni classificate dal 3º al 5º posto in ciascun girone del precedente campionato di C1. I due turni ad eliminazione diretta ridussero da 48 a 12 il lotto di iscritte; furono poi organizzati 4 gironi all'italiana da 3 squadre l'uno, con qualificazione alle semifinali per la vincente di ogni gruppo. Le semifinaliste vennero accoppiate per sorteggio, dando vita agli ultimi due turni (con gare di andata e ritorno).

## Risultati

### Fase eliminatoria

#### Primo turno
La fase eliminatoria si svolse in due turni, giocati il 23 e 30 agosto 1989. La squadra di casa fu determinata tramite il sorteggio.
| Squadra 1 | Risultato        | Squadra 2      |
| --------- | ---------------- | -------------- |
| Inter     | 1-0              | Spezia         |
| Cosenza   | 2-2 (6-5 dcr)    | Reggiana       |
| Lazio     | 2-0              | Ancona         |
| Bologna   | 2-0              | Triestina      |
| Roma      | 3-0              | Modena         |
| Pisa      | 1-1 (4-5 dcr)    | Palermo        |
| Prato     | 0-2              | Sampdoria      |
| Genoa     | 3-0              | Padova         |
| Pescara   | 2-1              | Sambenedettese |
| Lecce     | 2-0              | Brindisi       |
| Cagliari  | 0-1 (dts)        | Juventus       |
| Taranto   | 0-0 (4-3 dcr)    | Udinese        |
| Parma     | 0-0 (6-7 dcr)    | Milan          |
| Brescia   | 1-3              | Cremonese      |
| Avellino  | 1-2              | Cesena         |
| Messina   | 2-1              | Torino         |
| Atalanta  | 4-0              | Torres         |
| Bari      | 3-1              | Piacenza       |
| Licata    | 1-3              | Fiorentina     |
| Como      | 2-1              | Empoli         |
| Ascoli    | 1-1 (11-10 (dcr) | Catanzaro      |
| Barletta  | 1-0              | Verona         |
| Napoli    | 1-1 (10-9 (dcr)  | Monza          |
| Foggia    | 0-1              | Reggina        |

##### Tabellini
| Arbitro: | Dal Forno (Ivrea) |

|               |           |  |
| Klinsmann 83’ | Marcatori |  |

| Arbitro: | Rosica (Roma) |

|                                        |                      |                                             |
| Padovano 82’, 96’ (rig.)               | Marcatori            | 42’, 99’ (rig.) Gabriele                    |
| Padovano Marulla Di Vincenzo Muro Aimo | Tiri di rigore 4 – 3 | Gabriele Zanutta Mandelli Silenzi De Vecchi |

| Arbitro: | Guidi (Bologna) |

|                                  |           |  |
| Chiodini 12’ (aut.) Di Canio 41’ | Marcatori |  |

| Arbitro: | Stafoggia (Pesaro) |

|                        |           |  |
| Giordano 35’ Luppi 65’ | Marcatori |  |

| Arbitro: | Pairetto (Torino) |

|                                        |           |  |
| Desideri 35’ Rizzitelli 38’ Völler 50’ | Marcatori |  |

| Arbitro: | Cardona (Milano) |

|                                     |                      |                                        |
| Piovanelli 48’                      | Marcatori            | 37’ Bresciani                          |
| Been Dolcetti Boccafresca Lucarelli | Tiri di rigore 3 – 4 | Bresciani Accardi Cangini Musella Favo |

| Arbitro: | Sguizzato (Verona) |

|  |           |                        |
|  | Marcatori | 35’ Vialli 86’ Salsano |

| Arbitro: | Trentalange (Torino) |

|                                           |           |  |
| Ruotolo 55’ Urban 62’ Fontolan 72’ (rig.) | Marcatori |  |

| Arbitro: | Bruni (Arezzo) |

|                           |           |             |
| Gasperini 27’ Rizzolo 33’ | Marcatori | 80’ Bagnoli |

| Arbitro: | Monni (Sassari) |

|                   |           |  |
| Pasculli 21’, 62’ | Marcatori |  |

| Arbitro: | Magni (Bergamo) |

|  |           |              |
|  | Marcatori | 108’ Zavarov |

| Arbitro: | Bailo (Novi Ligure) |

|                                |                      |                                     |
| Coppola Raggi Roselli De Solda | Tiri di rigore 4 – 3 | Mattei Lucci Balbo Sensini Bruniera |

| Arbitro: | Lanese (Messina) |

|                                                                  |                      |                                                                                |
| Pizzi Apolloni Minotti Ganz Zoratto Monza Catanese Susic Gambaro | Tiri di rigore 6 – 7 | Baresi van Basten Costacurta Colombo Salvatori Stroppa Galli Maldini Borgonovo |

| Arbitro: | Amendolia (Messina) |

|          |           |                             |
| Nappi 9’ | Marcatori | 24’, 57’ Dezotti 55’ Gualco |

| Arbitro: | Lo Bello (Siracusa) |

|                   |           |                   |
| Baiano 77’ (rig.) | Marcatori | 17’, 39’ Agostini |

| Arbitro: | Quartuccio (Torre Annunziata) |

|                 |           |            |
| Protti 14’, 26’ | Marcatori | 15’ Romano |

| Arbitro: | Bizzarri (Ferrara) |

|                                             |           |  |
| Bordin 11’ Caniggia 22’, 35’ Bortolazzi 51’ | Marcatori |  |

| Arbitro: | Arcangeli (Terni) |

|                                            |           |           |
| Gérson 53’ Di Gennaro 64’ Russo 75’ (aut.) | Marcatori | 55’ Russo |

| Arbitro: | Di Cola (Avezzano) |

|                    |           |                                         |
| La Rosa 73’ (rig.) | Marcatori | 16’ Battistini 39’ Di Chiara 64’ Baggio |

| Arbitro: | Piana (Modena) |

|                         |           |             |
| Milton 31’ Maccoppi 73’ | Marcatori | 42’ Vignola |

| Arbitro: | Nicchi (Arezzo) |

| |                       | |
| Cvetkovic 12’                                                                                             | Marcatori             | 61’ Bressi                                                                                          |
| Benetti Cvetkovic Carillo Aloisi Giovannelli Destro Casagrande Cavaliere Colantuono Zaini Lorieri Benetti | Tiri di rigore 10 – 9 | Pesce Borrello Piccinno Ortolini Fontana Rispoli Corino Scarfone Bressi De Vincenzo De Toffol Pesce |

| Arbitro: | Frigerio (Milano) |

|               |           |  |
| Francioso 62’ | Marcatori |  |

| Arbitro: | Felicani (Bologna) |

|                                                                                          |                      |                                                                                            |
| Carnevale 83’                                                                            | Marcatori            | 65’ Cappellini                                                                             |
| Neri Ferrara Mauro Baroni Zola Corradini Bigliardi Tarantino Carnevale Francini Giuliani | Tiri di rigore 9 – 8 | Cappellini Consonni De Patre Monguzzi Mancuso Fontanini Viviani Rossi Rondini Turci Pinato |

| Arbitro: | Iori (Parma) |

|  |           |           |
|  | Marcatori | 25’ Zanin |

#### Secondo turno
| Squadra 1  | Risultato     | Squadra 2 |
| ---------- | ------------- | --------- |
| Cosenza    | 0-2 (dts)     | Inter     |
| Lazio      | 1-2 (dts)     | Bologna   |
| Roma       | 4-0           | Palermo   |
| Genoa      | 0-1           | Sampdoria |
| Pescara    | 1-1 (4-1 dcr) | Lecce     |
| Juventus   | 2-1           | Taranto   |
| Cremonese  | 0-1           | Milan     |
| Cesena     | 1-4           | Messina   |
| Atalanta   | 1-0 (dts)     | Bari      |
| Fiorentina | 1-1 (9-8 dcr) | Como      |
| Ascoli     | 4-0           | Barletta  |
| Napoli     | 2-0           | Reggina   |

##### Tabellini
| Arbitro: | Pezzella (Frattamaggiore) |

|  |           |                            |
|  | Marcatori | 95’ Morello 119’ Klinsmann |

| Arbitro: | D'Elia (Salerno) |

|               |           |                            |
| Amarildo 107’ | Marcatori | 91’ Giordano 97’ Marronaro |

| Arbitro: | Quartuccio (Torre Annunziata) |

|                                             |           |  |
| Völler 14’ Giannini 27’ Rizzitelli 55’, 73’ | Marcatori |  |

| Arbitro: | Longhi (Roma) |

|  |           |                   |
|  | Marcatori | 34’ (rig.) Vialli |

| Arbitro: | Luci (Firenze) |

|                                    |                      |                           |
| Gasperini 76’                      | Marcatori            | 4’ Moriero                |
| Longhi Gasperini De Trizio Rizzolo | Tiri di rigore 4 – 1 | Righetti Barbas Benedetti |

| Arbitro: | Nicchi (Arezzo) |

|                           |           |                |
| Schillaci 14’ Zavarov 42’ | Marcatori | 71’ Giacchetta |

| Arbitro: | Pairetto (Torino) |

|  |           |             |
|  | Marcatori | 84’ Massaro |

| Arbitro: | Ceccarini (Livorno) |

|            |           |                                                   |
| Domini 24’ | Marcatori | 3’ Doni 8’ Berlinghieri 29’ Protti 48’ Ficcadenti |

| Arbitro: | Coppetelli (Tivoli) |

|                 |           |  |
| Bortolazzi 107’ | Marcatori |  |

| Arbitro: | Baldas (Trieste) |

|                                                                       |                      |                                                                            |
| Bosco 39’                                                             | Marcatori            | 85’ Turrini                                                                |
| Battistini Onorati Pioli Volpecina Baggio Buso Bosco Iachini Dertycia | Tiri di rigore 9 – 8 | Turrini Mazzucato Milton Mannari Ferazzoli Lorenzini Gattuso Biondo Annoni |

| Arbitro: | Beschin (Legnago) |

|                                                       |           |  |
| Aloisi 45’ Cavaliere 50’ Arslanović 77’ Cvetkovic 80’ | Marcatori |  |

| Arbitro: | Cornieti (Forlì) |

|                            |           |  |
| Zola 21’ Renica 23’ (rig.) | Marcatori |  |

### Fase a gironi
La fase a gruppi constò di 4 gironi da 3 squadre ciascuno, determinati dal sorteggio del 31 agosto 1989. Si giocò rispettivamente il 3, 10 e 24 gennaio 1990.

#### Girone A

##### Risultati
| Arbitro: | Quartuccio (Torre Annunziata) |

|                                        |           |  |
| Di Mauro 14’ Desideri 24’ Giannini 38’ | Marcatori |  |

| Arbitro: | Pezzella (Frattamaggiore) |

|                               |           |              |
| Cvetković 61’ Giovannelli 73’ | Marcatori | 77’ Matthäus |

| Arbitro: | Amendolia (Messina) |

|                                     |           |              |
| Serena 25’, 68’ Matthäus 80’ (rig.) | Marcatori | 60’ Di Mauro |

##### Classifica
| Squadra | P.ti | G | V | N | P | GF | GS |
| ------- | ---- | - | - | - | - | -- | -- |
| Roma    | 2    | 2 | 1 | 0 | 1 | 4  | 3  |
| Inter   | 2    | 2 | 1 | 0 | 1 | 4  | 3  |
| Ascoli  | 2    | 2 | 1 | 0 | 1 | 2  | 4  |

La Roma si qualificò per sorteggio rispetto all'Inter, a parità di criteri (punti in classifica, differenza-gol e numero di reti segnate). L'estrazione avvenne a Milano il 25 gennaio 1990, nella sede della Lega Calcio.

#### Girone B

##### Risultati
| Arbitro: | Magni (Bergamo) |

|                                           |           |                             |
| Geovani 30’ (rig.) Waas 53’ Stringara 58’ | Marcatori | 14’ Battistini 62’ Dertycia |

| Arbitro: | Baldas (Trieste) |

|                         |           |  |
| Francini 10’ Alemão 38’ | Marcatori |  |

| Arbitro: | Coppetelli (Tivoli) |

|           |           |              |
| Dunga 22’ | Marcatori | 49’ Maradona |

##### Classifica
| Squadra    | P.ti | G | V | N | P | GF | GS |
| ---------- | ---- | - | - | - | - | -- | -- |
| Napoli     | 3    | 2 | 1 | 1 | 0 | 3  | 1  |
| Bologna    | 2    | 2 | 1 | 0 | 1 | 3  | 4  |
| Fiorentina | 1    | 2 | 0 | 1 | 1 | 3  | 4  |

#### Girone C

##### Risultati
| Messina 3 gennaio 1990, ore 20:00 UTC+1 1ª giornata | Messina            | 0 – 0 referto | Atalanta | Stadio Giovanni Celeste (8 000 spett.)\| Arbitro: \| Fabricatore (Roma) \| |
| Arbitro:                                            | Fabricatore (Roma) |               |          |                                                                            |

| Arbitro: | Trentalange (Torino) |

|                                                                         |           |  |
| Baresi 27’ (rig.), 82’ (rig.), 86’ (rig.) Borgonovo 58’, 70’ Simone 89’ | Marcatori |  |

| Arbitro: | Pezzella (Frattamaggiore) |

|               |           |                   |
| Bresciani 41’ | Marcatori | 89’ (rig.) Baresi |

##### Classifica
| Squadra  | P.ti | G | V | N | P | GF | GS |
| -------- | ---- | - | - | - | - | -- | -- |
| Milan    | 3    | 2 | 1 | 1 | 0 | 7  | 1  |
| Atalanta | 2    | 2 | 0 | 2 | 0 | 1  | 1  |
| Messina  | 1    | 2 | 0 | 1 | 1 | 0  | 6  |

#### Girone D

##### Risultati
| Arbitro: | Dal Forno (Ivrea) |

|                  |           |           |
| Mancini 20’, 82’ | Marcatori | 58’ Edmar |

| Arbitro: | Cornieti (Forlì) |

|  |           |             |
|  | Marcatori | 58’ Zavarov |

| Arbitro: | Lanese (Messina) |

|                                    |           |             |
| Marocchi 6’ De Agostini 87’ (rig.) | Marcatori | 22’ Katanec |

##### Classifica
| Squadra   | P.ti | G | V | N | P | GF | GS |
| --------- | ---- | - | - | - | - | -- | -- |
| Juventus  | 4    | 2 | 2 | 0 | 0 | 3  | 1  |
| Sampdoria | 2    | 2 | 1 | 0 | 1 | 3  | 3  |
| Pescara   | 0    | 2 | 0 | 0 | 2 | 1  | 3  |

### Fase a eliminazione diretta
|  | Semifinali | Semifinali | Semifinali | Semifinali | Semifinali |  |  | Finale   | Finale   | Finale | Finale | Finale |  |
|  |            |            |            |            |            |  |  |          |          |        |        |        |  |
|  | Juventus   | Juventus   | 2          | 2          | 4          |  |  |          |          |        |        |        |  |
|  | Roma       | Roma       | 0          | 3          | 3          |  |  | Juventus | Juventus | 0      | 1      | 1      |  |
|  | Milan      | Milan      | 0          | 3          | 3          |  |  | Milan    | Milan    | 0      | 0      | 0      |  |
|  | Napoli     | Napoli     | 0          | 1          | 1          |  |  |          |          |        |        |        |  |

#### Semifinali
| Arbitro: | Sguizzato (Verona) |

|                   |           |  |
| Casiraghi 5’, 85’ | Marcatori |  |

| Milano 31 gennaio 1990, ore 14:30 UTC+1 Andata | Milan            | 0 – 0 referto | Napoli | Stadio Giuseppe Meazza (19 340 spett.)\| Arbitro: \| Baldas (Trieste) \| |
| Arbitro:                                       | Baldas (Trieste) |               |        |                                                                          |

| Arbitro: | Agnolin (Bassano del Grappa) |

|                                                |           |                           |
| Di Mauro 9’ Bonetti 27’ (aut.) Tempestilli 73’ | Marcatori | 51’ Alessio 64’ Schillaci |

| Arbitro: | Lanese (Messina) |

|                     |           |                                        |
| Maradona 79’ (rig.) | Marcatori | 44’, 88’ Massaro 77’ (rig.) van Basten |

#### Finale
| Arbitro: | Pietro D'Elia (Salerno) |

| |              | |
| · Tacconi (c) · Galia · De Agostini · D. Bonetti · Alejnikov · 79’ Tricella · Rui Barros · Marocchi · Casiraghi · Alessio · Schillaci | Formazioni   | · G. Galli · Tassotti · Maldini · Fuser 76’ · F. Galli 55’ · F. Baresi (c) · Massaro · Rijkaard 68’ · van Basten · Ancelotti 15’ · Evani 88’ |
| · 79’ Brio | Sostituzioni | · Stroppa 76’ · Salvatori 88’ |
| Dino Zoff | Allenatori   | Arrigo Sacchi |

| Arbitro: | Pietro D'Elia (Salerno) |

| |              | |
| | Marcatori    | 17’ Galia |
| · G. Galli · Tassotti · Costacurta · 66’ Colombo · F. Galli · 50’ F. Baresi (c) · Donadoni · Rijkaard · van Basten · Evani · 46’ Massaro | Formazioni   | · Tacconi (c) · Napoli · De Agostini · Galia · Bruno · D. Bonetti · Alejnikov · Rui Barros · Casiraghi · Marocchi 50’ · Schillaci 75’ |
| · 46’ Borgonovo · 66’ Salvatori | Sostituzioni | · Alessio 75’ |
| Arrigo Sacchi | Allenatori   | Dino Zoff |